# Pedro Embriaco
Pedro Embriaco, señor del feudo de Gibelet (actual Biblos, Líbano), fue el último príncipe de la familia Embriaco en el Levante. Era hijo de Guido II Embriaco y Margarita Grenier. Después de la victoria del sultán mameluco Qalawun y su captura de Trípoli y las ciudades vecinas de Botron y Nefin, Pedro consiguió mantener sus tierras alrededor de Gibelet a cambio del pago de un tributo al sultán.